# Torre de Sala Vieja
La Torre de Sala Vieja, también llamada Torre de Salavieja, Torre de la Sal Vieja, Torre Azala Vieja y Torre Çelada Bieja, es una torre almenara situada en el litoral oriental del municipio de Estepona, en la provincia de Málaga, Andalucía, España.
Se trata de una torre de una altura superior a los 11 metros y un perímetro de unos 23 metros. Está situada en la núcleo urbano del municipio y fue construida en la segunda mitad del siglo XVI con añadidos posteriores. 
Al igual que otras torres almenaras del litoral mediterráneo andaluz, la torre formaba parte de un sistema de vigilancia de la costa empleado por árabes y cristianos y, como las demás torres, está declarada Bien de Interés Cultural. En la costa de Estepona existen 7 de estas torres. 